# 香川県道269号塩江香川高松自転車道線

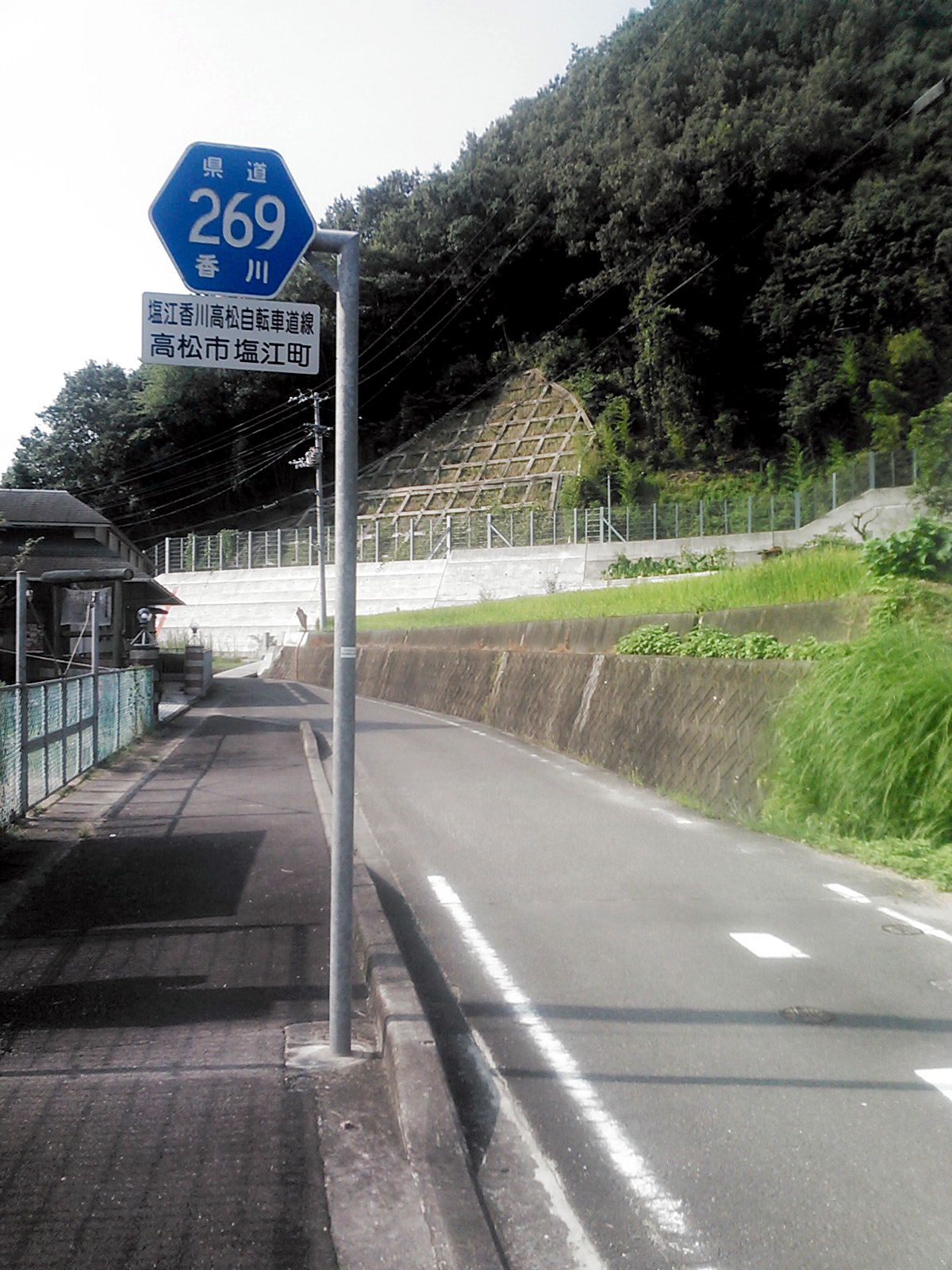
起点付近

香川県道269号 塩江香川高松自転車道線（かがわけんどう269ごう しおのえかがわたかまつじてんしゃどうせん）は、香川県高松市を通る自転車・歩行者専用の一般県道である。
ほぼ全線にわたって香東川の堤防沿いを走る。

## 重複区間
- 香川県道170号岡本香川線 （香川県高松市）川部橋西詰交差点 - 香川中央高校西
- 香川県道33号高松善通寺線 （香川県高松市）郷東橋西 - 西宝町一丁目交差点

## 通過する自治体
- 香川県
  - 高松市

## 交差・接続している道路
- 香川県道43号中徳三谷高松線 （香川県高松市）観月橋東
- 香川県道277号香川坂出丸亀自転車道線 （香川県高松市）鮎滝橋東
- 香川県道165号東谷岩崎線 （香川県高松市）岩崎
- 国道193号 （香川県高松市） 新岩崎橋東
- 香川県道13号三木綾川線 （香川県高松市） 城渡橋東
- 香川県道170号岡本香川線 （香川県高松市）香川中央高校西
- 香川県道170号岡本香川線 （香川県高松市）川部橋西詰交差点
- 香川県道12号三木国分寺線 （香川県高松市） 香東大橋西
- 香川県道282号高松琴平線  （香川県高松市）成合橋西詰
- 香川県道171号国分寺太田上町線 （香川県高松市）中森橋西
- 香川県道33号高松善通寺線 （香川県高松市）郷東橋西
- 香川県道33号高松善通寺線 （香川県高松市）西宝町一丁目交差点
- 香川県道173号高松停車場栗林公園線 （香川県高松市）番町1丁目交差点
- 国道11号・国道30号（国道436号重複）(香川県高松市）番町交差点

ほとんどが連絡路を介しての接続である。なお、次の国道との連絡路はない。
- 国道193号（旧道）（岩崎橋）
- 国道32号（成合大橋）
- 国道11号（中森大橋）

郷東橋西から終点までは、一般道の歩道部分（西宝町一丁目交差点～番町交差点は高松市道五番町西宝線）が指定されている。

## 愛称・通称
- 香東川自転車道
- ガソリン道